# 越智悠
越智 悠（おち ゆう）は日本の女性声優。主にアダルトゲームに声をあてている。

## 出演作品
太字は主役・メインキャラクター

### ゲーム

#### 2006年
- 愛姉妹 〜どっちにするの!!〜（新城明良）[1]
- あると
- angel breath（ララ・ミーナ）
- Summer Days（カップルB(女)、妖精）
- その横顔を見つめてしまう 〜A profile 完全版〜
- BALDR BULLET "REVELLION"（麻生棗）[2]
- ヒトカタノオウ アカシノクニ（八坂唯）
- ヒトカタノオウ ヲルノモリ（八坂唯）
- Paraphilia 〜ペット志願〜
- みはる -あるとアナザーストーリー（さくら）

#### 2007年
- シャッターチャンス・ラブ（三浦雨音）[3]
- チアフル!（男子学生B、卒業生B、教師）
- ドラクリウス（セムラ）
- 任侠華乙女（美和先生）
- 背徳の学園2 〜闇を継ぐ者〜（橘恵梨）[4]
- HoneyComing（多賀谷麻里乃）[5]
- ヒトカタノオウ（八坂唯）

#### 2008年
- 姦淫特急 満潮（戎希美）[6]
- 汁だく接待 おかわり二杯目 〜命短し、犯せよ乙女!編〜（凛堂まりん）[7]
- メアメアメア（藤野瑠璃）[8]

#### 2009年
- @HoneyComing RoyalSweet（多賀谷麻里乃）[9]
- 大阪CRISIS 〜姦楽街開発プロジェクト〜（牧野可憐）[10]
- キミベタ 〜キミをベタベタにさせてあげる〜（五十嵐皐月）[11]
- HoneyComing re:coming（多賀谷麻里乃）

#### 2010年
- ド田舎ちゃんねる5 〜こちら鈴音学園放送部〜（水鏡蓮）[12]
- メアメアメアSisterPlus（藤野瑠璃）[13]
- 凌魔伝 〜放課後の楽園〜（杉崎千晶）[14]